# Paquito el Chocolatero
Paquito el Chocolatero és un pasdoble compost per l'autor contestà Gustau Pascual Falcó, dedicat al seu cunyat i pensat per ser interpretat en les festes de Moros i Cristians.

## Història
Gustau Pascual Falcó la compongué el 1937, a la Serra de Mariola. Fou una composició que preparava per a les festes de Moros i cristians i que dedicà al seu cunyat, Francisco Pérez Molina, de malnom "El Chocolatero" a causa de l'ofici familiar, xocolaters. Aplegada la família en una casa d'estiueig, Pascual li oferí al seu cunyat tres peces que acabava de compondre perquè en triés una, que li dedicaria, i aquest pas-doble fou la preferida.
La composició original no tenia lletra; diversos autors (com per exemple Els Pavesos) han proposat textos per a la peça, que no han reconegut els hereus del compositor. El tema fins i tot originà una disputa jurídica pels drets d'autor, documentada àmpliament per Gustavo Pascual Pérez a Historia de un pasodoble, "Paquito el Chocolatero".
Tot i això, ha esdevingut el pasdoble per antonomàsia, en Falles, les Corregudes de Bous, i moltes altres actuacions musicals, des de la seva popularització a les festes de Villena. Fins i tot, és habitual sentir-lo a les actuacions de la Selecció Espanyola de Futbol. Els anys 2001, 2002, 2004 i 2007 fou l'obra musical de l'Estat Espanyol que més va recaptar en concepte de drets d'autor per la seua interpretació, segons la SGAE.
L'obra ha conegut diverses adaptacions posteriors: dues de les més recents són la de King África i la Carmen Paris (amb el títol Zaragoza la romana). La peça forma part de les bandes sonores de diverses pel·lícules, com Alegre ma non troppo (de Fernando Colomo, 1994).
Entre els sectors valencianistes, es popularitzà el costum de cantar «sense blau, sense blau!» en determinat moment de la tornada de la cançó, en referència a la reivindicació de la senyera nua, en comptes de la senyera coronada amb franja blava, relacionada amb els sectors blavers.